# (26646) 2000 KG67
2000 كي جي 67 (ويعرف أيضًا باسم (26646) 2000 كي جي 67 وفق تسمية الكوكب الصغير) (بالإنجليزية: 2000 KG67)‏ هو كويكب ضمن حزام الكويكبات؛ وترتيبه 26646 من حيث الاكتشاف.
اكتُشف هذا الجُرم الفلكي بواسطة بحث لنكولن عن الكويكبات القريبة من الأرض في 31 مايو 2000.

## وصلات خارجية
- (26646) 2000 KG67 في قاعدة بيانات مختبر الدفع النفاث لأجرام النظام الشمسي الصغيرة

- الاكتشاف · مخطط المدار ·  العناصر المدارية · المعلمات المادية

- (26646) 2000 KG67 على موقع ويكي سكاي: DSS2, SDSS, GALEX, IRAS, Hydrogen α, X-Ray, Astrophoto, Sky Map, Articles and images